# Риашан-ду-Бакамарти
Риашан-ду-Бакамарти (порт. Riachão do Bacamarte)  —  муниципалитет в Бразилии, входит в штат Параиба. Составная часть мезорегиона Сельскохозяйственный район штата Параиба. Входит в экономико-статистический  микрорегион Итабаяна. Население составляет 4071 человек на 2006 год. Занимает площадь 38,369 км². Плотность населения — 106,1 чел./км².

## Статистика
- Валовой внутренний продукт на 2003 год составляет 10 493 874,00 реалов (данные: Бразильский институт географии и статистики).
- Валовой внутренний продукт на душу населения на 2003 год составляет 2614,32 реалов (данные: Бразильский институт географии и статистики).
- Индекс развития человеческого потенциала на 2000 год составляет 0,562 (данные: Программа развития ООН).